# میگل گوتیرز (بازیکن فوتبال، زاده ۲۰۰۱)
میگل گوتیرز (زاده ۲۷ ژوئیه ۲۰۰۱) بازیکن فوتبال اهل اسپانیا است که در باشگاه ژیرونا بازی می‌کند.

## آمار باشگاهی
تا تاریخ ۲۸ سپتامبر ۲۰۲۱
| عملکرد                   | عملکرد                   | عملکرد                   | لیگ       | لیگ       | جام      | جام      | قاره‌ای | قاره‌ای | سایر | سایر | مجموع | مجموع |
| فصل                      | باشگاه                   | لیگ                      | بازی      | گل        | بازی     | گل       | بازی   | گل     | بازی | گل   | بازی  | گل    |
|                          |                          |                          | لیگ کشوری | لیگ کشوری | جام حذفی | جام حذفی | اروپا  | اروپا  | دیگر | دیگر | مجموع | مجموع |
| ------------------------ | ------------------------ | ------------------------ | --------- | --------- | -------- | -------- | ------ | ------ | ---- | ---- | ----- | ----- |
| ۲۰۱۷–۲۰۱۸                | رئال مادرید کاستیا       | سگوندا دیویسیون بی       | ۰         | ۰         | ۰        | ۰        | ۲      | ۰      | ۰    | ۰    | ۲     | ۰     |
| ۲۰۱۸–۲۰۱۹                | رئال مادرید کاستیا       | سگوندا دیویسیون بی       | ۰         | ۰         | ۰        | ۰        | ۴      | ۱      | ۰    | ۰    | ۴     | ۱     |
| ۲۰۱۹–۲۰۲۰                | رئال مادرید کاستیا       | سگوندا دیویسیون بی       | ۰         | ۰         | ۰        | ۰        | ۱۰     | ۴      | ۰    | ۰    | ۱۰    | ۴     |
| ۲۰۲۰–۲۰۲۱                | رئال مادرید کاستیا       | سگوندا دیویسیون بی       | ۱۴        | ۱         | ۰        | ۰        | ۰      | ۰      | ۰    | ۰    | ۱۴    | ۱     |
| مجموع رئال مادرید کاستیا | مجموع رئال مادرید کاستیا | مجموع رئال مادرید کاستیا | ۱۴        | ۱         | ۰        | ۰        | ۱۶     | ۵      | ۰    | ۰    | ۳۰    | ۶     |
| ۲۰۲۰–۲۰۲۱                | رئال مادرید              | لالیگا                   | ۶         | ۰         | ۰        | ۰        | ۰      | ۰      | ۰    | ۰    | ۶     | ۰     |
| ۲۰۲۱-۲۰۲۲                | رئال مادرید              | لالیگا                   | ۳         | ۰         | ۰        | ۰        | ۱      | ۰      | ۰    | ۰    | ۴     | ۰     |
| مجموع رئال مادرید        | مجموع رئال مادرید        | مجموع رئال مادرید        | ۹         | ۰         | ۰        | ۰        | ۱      | ۰      | ۰    | ۰    | ۱۰    | ۰     |
| مجموع آمار               | مجموع آمار               | مجموع آمار               | ۲۳        | ۱         | ۰        | ۰        | ۱۷     | ۵      | ۰    | ۰    | ۴۰    | ۶     |

### آمار پاس گل
| فصل       | تیم                | پاس گل |
| --------- | ------------------ | ------ |
| ۲۰۱۹–۲۰۱۸ | رئال مادرید کاستیا | ۱      |
| ۲۰۲۰-۲۰۲۱ | رئال مادرید        | ۱      |
| مجموع     | مجموع              | ۲      |

## افتخارات
- لیگ قهرمانان جوانان اروپا: ۲۰۱۸–۲۰۱۹